# Las Palmas, Pueblo Nuevo Solistahuacán
Las Palmas är en ort i Mexiko.   Den ligger i kommunen Pueblo Nuevo Solistahuacán och delstaten Chiapas, i den sydöstra delen av landet, 700 km öster om huvudstaden Mexico City. Las Palmas ligger 609 meter över havet och antalet invånare är 125.
Terrängen runt Las Palmas är bergig åt nordväst, men åt sydost är den kuperad. Runt Las Palmas är det ganska tätbefolkat, med 104 invånare per kvadratkilometer. Närmaste större samhälle är Simojovel de Allende, 12,9 km sydost om Las Palmas. Omgivningarna runt Las Palmas är en mosaik av jordbruksmark och naturlig växtlighet.